# Dropped Frames
Dropped Frames é um projeto de múltiplos álbuns de estúdio do músico norte-americano Mike Shinoda, composto por três volumes. Dropped Frames, Vol. 1 foi lançado em 10 de julho de 2020, com volumes subsequentes disponibilizados em 31 de julho e 18 de setembro do mesmo ano. O projeto foi composto de forma interativa com os fãs no canal da Twitch de Shinoda. Todos os três álbuns foram distribuídos pela Kenji Kobayashi Productions, a própria empresa de Shinoda, capitalmente relacionada à Machine Shop co. Com exceção da canção de abertura de Vol. 1, "Open Door", as faixas de Dropped Frames são majoritariamente instrumentais.

## Faixas
Todas as faixas escritas e compostas por Mike Shinoda. 
| Lista de faixas de Dropped Frames, Vol. 1 |                                                |         |  |
| N.º                                       | Título                                         | Duração |  |
| 1.                                        | "Open Door"                                    | 3:05    |  |
| 2.                                        | "Super Galaxtica"                              | 2:29    |  |
| 3.                                        | "Duckbot"                                      | 2:09    |  |
| 4.                                        | "Cupcake Cake"                                 | 3:15    |  |
| 5.                                        | "El Rey Demonio"                               | 2:44    |  |
| 6.                                        | "Doodle Buzz"                                  | 3:50    |  |
| 7.                                        | "Channeling, Pt. 1" (participação de Dan Mayo) | 3:52    |  |
| 8.                                        | "Osiris"                                       | 3:18    |  |
| 9.                                        | "Babble Bobble"                                | 1:54    |  |
| 10.                                       | "Session McSessionface"                        | 3:24    |  |
| 11.                                       | "Neon Crickets"                                | 3:25    |  |
| 12.                                       | "Booty Down"                                   | 0:56    |  |
| Duração total:                            | Duração total:                                 | 34:23   |  |

| Lista de faixas de Dropped Frames, Vol. 2 |                                                |         |  |
| N.º                                       | Título                                         | Duração |  |
| 1.                                        | "Transitions"                                  | 2:59    |  |
| 2.                                        | "Crystalina"                                   | 3:30    |  |
| 3.                                        | "Julio's Revenge"                              | 1:49    |  |
| 4.                                        | "Isolation Bird" (participação de Money Mark)  | 3:03    |  |
| 5.                                        | "Side Scrolling"                               | 3:24    |  |
| 6.                                        | "Dungeon Crawler"                              | 1:33    |  |
| 7.                                        | "Dog Whistles"                                 | 2:14    |  |
| 8.                                        | "Astral" (participação de Elise Trouw)         | 2:24    |  |
| 9.                                        | "Sunset Drive"                                 | 2:39    |  |
| 10.                                       | "Channeling, Pt. 2" (participação de Dan Mayo) | 2:30    |  |
| 11.                                       | "King Paprika"                                 | 2:22    |  |
| 12.                                       | "Party Meow"                                   | 1:44    |  |
| Duração total:                            | Duração total:                                 | 30:11   |  |

| Lista de faixas de Dropped Frames, Vol. 3 |                     |         |  |
| N.º                                       | Título              | Duração |  |
| 1.                                        | "Dream Fragment"    | 2:47    |  |
| 2.                                        | "Sound Collector"   | 2:58    |  |
| 3.                                        | "Dust Code"         | 3:53    |  |
| 4.                                        | "No Delete"         | 2:39    |  |
| 5.                                        | "Robot Yodel"       | 2:24    |  |
| 6.                                        | "Vibe Train"        | 2:19    |  |
| 7.                                        | "Mike's Gonna Mike" | 2:01    |  |
| 8.                                        | "Shoreline"         | 3:04    |  |
| 9.                                        | "Goodbye Cow"       | 3:20    |  |
| 10.                                       | "Genesis Supernova" | 1:09    |  |
| 11.                                       | "Sidechain Gang"    | 2:36    |  |
| 12.                                       | "Overcast"          | 2:16    |  |
| 13.                                       | "A Thousand Jams"   | 2:53    |  |
| 14.                                       | "Licence to Waltz"  | 2:27    |  |
| Duração total:                            | Duração total:      | 36:46   |  |